# Харбяты (сельское поселение)
Се́льское поселе́ние «Харбяты» (бур. Харбяангуудын hомон) — муниципальное образование в Тункинском районе Бурятии Российской Федерации.
Административный центр — село Харбяты.

## История
Статус и границы сельского поселения установлены Законом Республики Бурятия от 31 декабря 2004 года № 985-III «Об установлении границ, образовании и наделении статусом муниципальных образований в Республике Бурятия»

## Население
| 2002 | 2011 | 2012 | 2013 | 2014 | 2015 | 2016 |
| ---- | ---- | ---- | ---- | ---- | ---- | ---- |
| 838  | ↗844 | ↘812 | ↘811 | ↗817 | ↘800 | ↘769 |
| 2017 | 2018 | 2019 | 2020 | 2021 | 2023 | 2024 |
| ↘745 | ↘722 | ↘717 | ↘696 | ↗736 | ↘731 | ↘713 |

## Состав сельского поселения
| № | Населённый пункт | Тип населённого пункта       | Население |
| - | ---------------- | ---------------------------- | --------- |
| 1 | Малый Жемчуг     | посёлок                      | ↘55       |
| 2 | Нуган            | улус                         | ↗244      |
| 3 | Харбяты          | село, административный центр | ↘551      |